# لورانس سيمونز
لورانس سيمونز (بالإنجليزية: Lawrence Simmons)‏ هو مدير فني أمريكي، ولد في 5 يوليو 1911 في أوكلاهوما في الولايات المتحدة، وتوفي في 9 أكتوبر 1994 في فيرفيو هايتس في الولايات المتحدة.